# 韋爾米格利奧峰
46°13′19″N 10°39′11″E / 46.22187°N 10.65316°E
韋爾米格利奧峰（義大利語：Cima di Vermiglio），是意大利的山峰，位於該國北部，由特倫蒂諾-上阿迪傑大區負責管轄，屬於阿達梅洛-普雷薩內拉阿爾卑斯山脈的一部分，海拔高度3,459米，每年平均降雨量1,357毫米。